# Famille Luton
Pour les articles homonymes, voir Luton (homonymie).
Les Luton sont une famille française originaire de Reims, ayant donné plusieurs générations de médecins. Elle compte comme membres les plus notables :
- Étienne Alfred Luton (1830-1896), médecin à Reims.
  - Ernest Auguste Luton, médecin, fils du précédent. Il poursuit les travaux de son père sur le traitement de la tuberculose[1].
    - Pierre Luton, médecin, fils du précédent. Il fonde l'hôpital-sanatorium Sabourin de Clermont-Ferrand en 1936[2]. Marié à Marie Piatot, ils ont sept enfants dont :
      - Monique Luton (1924-2005), écrivaine sous le nom de plume Claude Orcival. Mariée à l'homme politique Alain Peyrefitte (1925-1999), ils ont cinq enfants dont :
        - Christel Peyrefitte (1951-1996), chercheuse et écrivaine.

      - Jean-Pierre Luton (1933-2002), médecin endocrinologue. Il se spécialise dans le traitement des pathologies surrénaliennes dont le syndrome de Cushing[3].
      - Jean-Marie Luton (1942-2020), ingénieur aérospatial[4].

Pierre Collin (1956-), peintre et graveur, est issu des Luton du côté maternel.